# Elias Sports Bureau
Elias Sports Bureau, (ESB), är ett amerikanskt företag som arbetar med statistik och historiska resultat i den nordamerikanska proffsidrotten. Elias Sports Bureau är officiellt ansvariga för att föra och tillhandahålla all statistik för Major League Baseball, National Hockey League, National Basketball Association, National Football League, Major League Soccer, Arena Football League och Women's National Basketball Association. 

## Historik
Al Munro Elias och hans bror Walter Elias inledde sin affärsverksamhet i New York 1913 genom att sälja kort med spelarstatistik till basebollintresserade. De beräknade även måttet slaggenomsnitt, det vill säga hur ofta en basebollspelare lyckas få en träff och sätta bollen i spel utan att bli bränd, något som kommit att utvecklas till en av de viktigaste statistikmåtten för professionella basebollspelare. 1919 utsågs bröderna till officiella statistiker av National League varefter andra basebolligor inklusive American League gjorde samma sak. 
Från 1930-talet inledde bröderna bokutgivning med statistik- och årsböcker. Med tiden fick företaget ta ansvar för statistiken för ett stort antal proffsligor i nordamerika. Dagens Elias Sports Bureau säljer även statistik till nyhetsredaktioner utöver att tillhandahålla statistik till ligorna. 

## Elias ranking
Elias Sports Bureau har en särskild betydelse för spelartransaktioner inom MLB. Vid slutet av varje säsong gör ESB en ranking av alla spelare som står utan kontrakt baserad på ett antal statistiska mått de senaste två säsongerna. Spelarna sorteras i kategori A, B och C där kategori A definieras som den bästa femtedelen av alla spelare och kategori B som nästa femtedel. Givet vissa begränsningar kan en spelare i kategori A som väljs av en ny klubb medföra att den klubb som kontrakterar den kontraktslöse spelaren skyldig att överlåta sitt bästa val i spelardraften till den gamla klubben. Vid värvning av en spelare i kategori B förlorar inte den övertagande klubben något draftval men den klubb spelaren senast spelade får erhåller ett extra draftval mellan första och andra draftomgången, ett så kallat "sandwichval". 